# Chiesa di San Pietro (Parma, Porporano)
La chiesa di San Pietro, nota anche come pieve di Porporano, è un luogo di culto cattolico dalle forme neobizantine, situato in strada Bassa dei Folli 137 a Porporano, frazione di Parma, in provincia e diocesi di Parma; è sede di una parrocchia compresa nella zona pastorale della città.

## Storia
L'edificio originario, identificato da vari storici nella pieve dedicata a san Pietro menzionata nel 1005 nell'Ordo Archipresbiterorum Plebium voluto dal vescovo di Parma Sigifredo II, fu probabilmente costruito prima dell'XI secolo.
Nel 1111 l'imperatore del Sacro Romano Impero Enrico V di Franconia assegnò ai canonici del Capitolo della Cattedrale di Parma l'autorità sulla pieve, confermata nel 1141 in una bolla del papa Innocenzo II.
Nel 1230, come testimoniato dal Capitulum seu Rotulus Decimarum della diocesi di Parma, dalla plebs de Purpurano dipendevano le due cappelle di San Prospero a Marore e San Bartolomeo a Mariano. Sette anni dopo il vescovo di Parma Martino assegnò la giurisdizione sulla pieve alla prevostura della cattedrale cittadina.
L'importanza della pieve crebbe nei secoli seguenti, insieme al numero di cappelle poste alle sue dipendenze; dapprima fu aggiunta quella di San'Andrea Apostolo in Antognano, documentata nel 1299, e successivamente quella di San Giovanni in Sersegnano presso il ponte Dattaro, citata nel 1354.
Nel 1405 i Terzi attaccarono e distrussero il castello di Porporano, costruito due anni prima dai Rossi in adiacenza alla chiesa, che subì gravi danni, ma fu successivamente ristrutturata.
Nel 1691 l'edificio fu parzialmente risistemato, con la realizzazione di una nuova pavimentazione, mentre nel 1789 fu sottoposto a significativi lavori di ristrutturazione.
Nel 1914, su finanziamento dei nobili Bulloni-Serra, la chiesa fu quasi completamente ricostruita in forme neobizantine su progetto dell'architetto Camillo Uccelli, che riedificò la facciata, il campanile e tre delle cappelle laterali; al termine dei lavori, l'edificio fu solennemente consacrato dal vescovo Guido Maria Conforti.
Nel 1950 il luogo di culto fu sottoposto a nuovi interventi di restauro.
Nel 2011 fu risistemato il sagrato antistante la chiesa.

## Descrizione

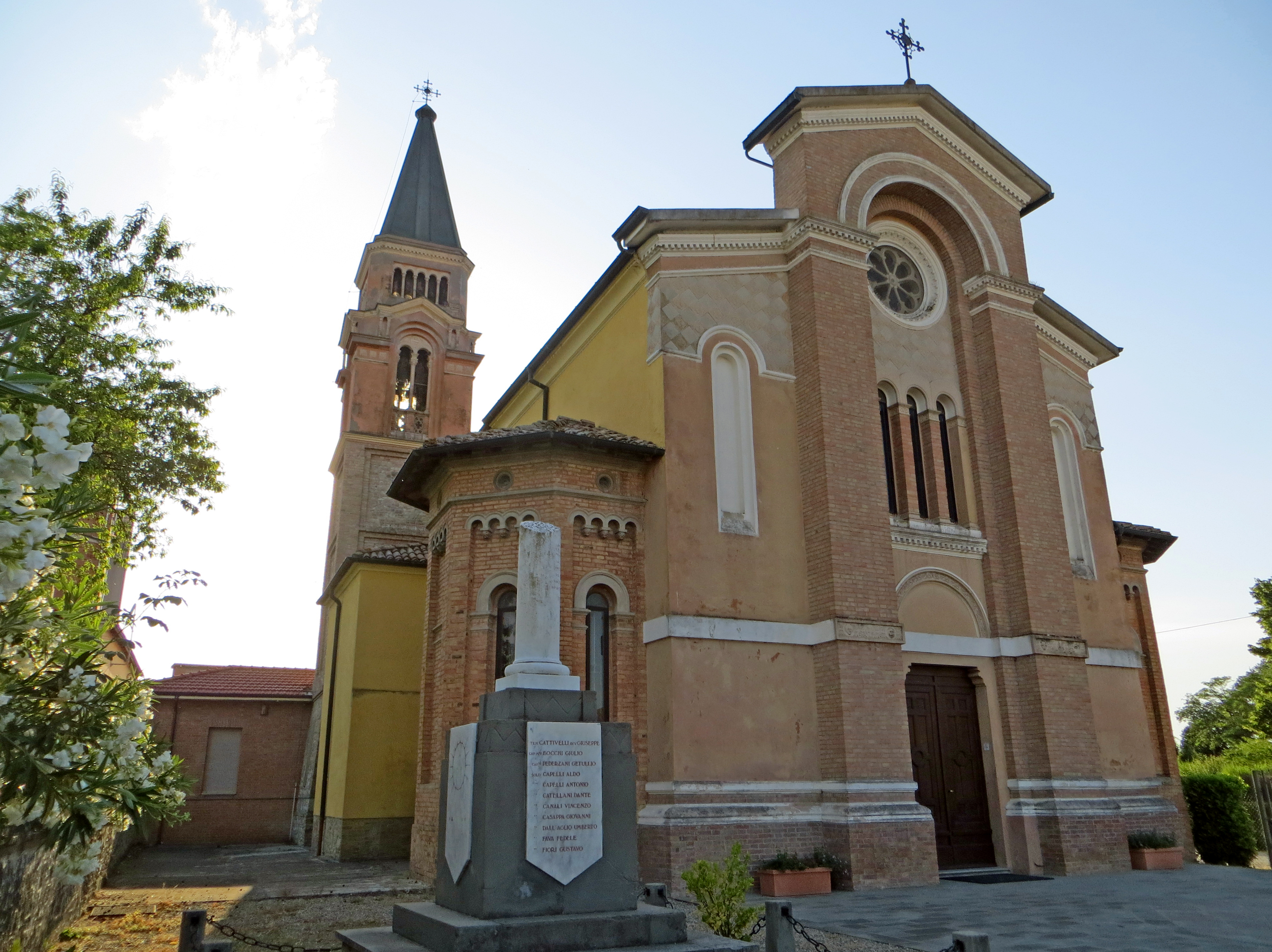
Facciata e lato sud

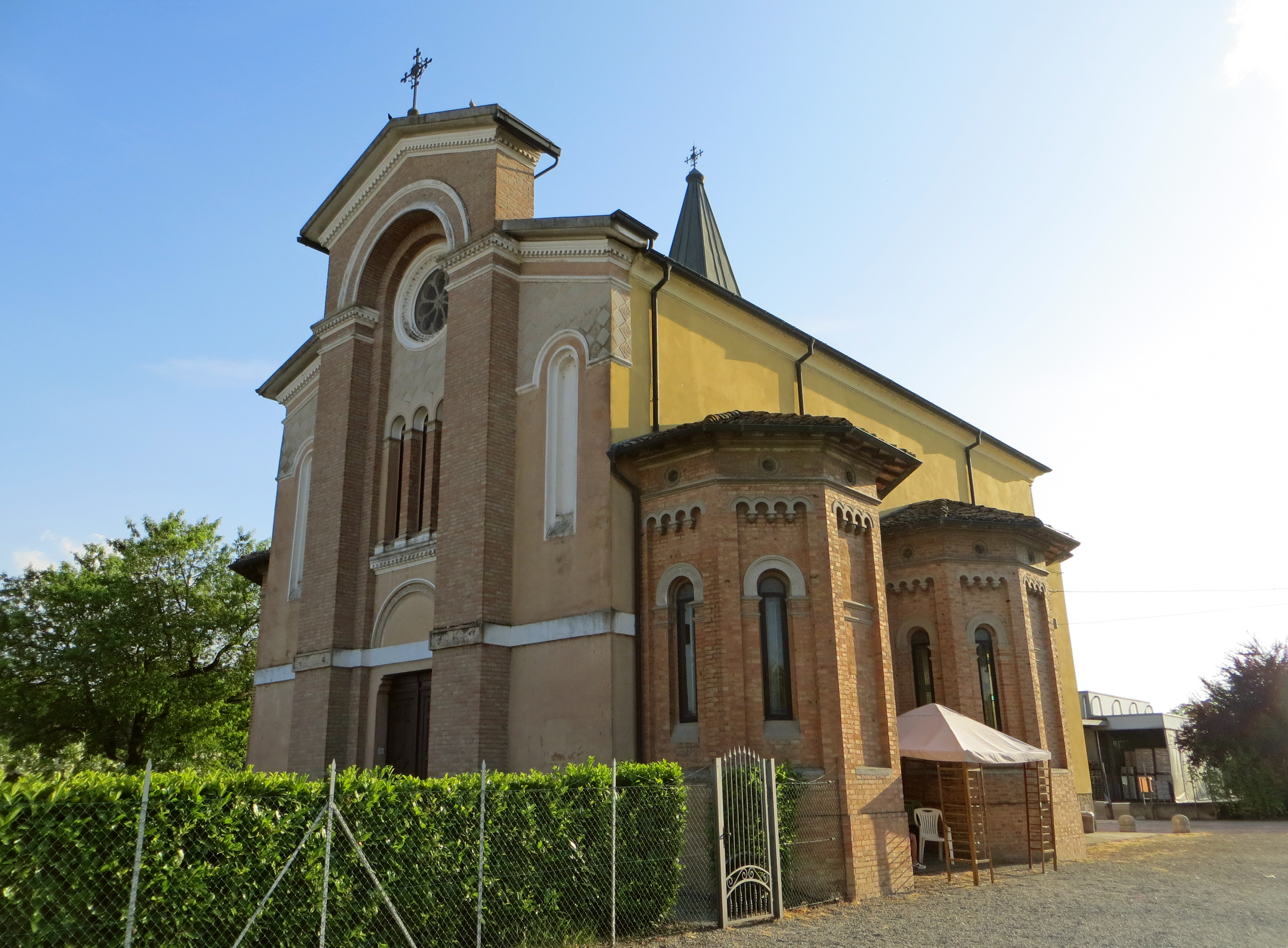
Facciata e lato nord

La chiesa si sviluppa su un impianto a navata unica, affiancata da due cappelle per lato.
La simmetrica facciata a salienti, parzialmente intonacata, è tripartita verticalmente da due massicce paraste in laterizio, coronate da due capitelli a sostegno dell'ampia arcata a tutto sesto centrale. Nel mezzo è collocato il portale d'ingresso, sormontato da una fascia marcapiano e da un arco a tutto sesto decorato con altorilievi; superiormente si aprono tre alte e sottili monofore affiancate e, in sommità, un grande rosone delimitato da una cornice riccamente decorata. Ai lati si trovano due alte nicchie ad arco a tutto sesto incorniciate.
Dai fianchi intonacati aggettano le cappelle laterali; tre di esse, risalenti alla ricostruzione in stile neobizantino, si sviluppano su una pianta poligonale e sono rivestite in mattoni, mentre la seconda di sinistra, edificata nel XVIII secolo, si imposta su un impianto rettangolare ed è intonacata. Sul retro si eleva l'abside poligonale settecentesca, anch'essa intonacata, illuminata da due monofore ad arco a tutto sesto.
Al termine della fiancata sud, si innalza in adiacenza al tempio il massiccio campanile neobizantino a pianta quadrata. La porzione inferiore, rivestita in mattoni frammisti a pietre, è arricchita da fasce marcapiano e lesene alle estremità. La parte sommitale, intonacata, è caratterizzata dalla ricchezza delle decorazioni; la cella campanaria si affaccia sui quattro lati attraverso elevate bifore con colonnine centrali, sormontate da cuspidi; nell'ordine superiore si aprono larghe pentafore, mentre in sommità si staglia l'alta guglia piramidale in rame.
All'interno la navata, coperta da una volta a botte in laterizio, è affiancata da una serie di lesene in mattoni, coronate da capitelli dorici, a sostegno del cornicione perimetrale; attraverso ampie arcate a tutto sesto si affacciano simmetricamente le cappelle laterali.
Il presbiterio, lievemente sopraelevato, è preceduto dall'arco trionfale, retto da due paraste; l'ambiente, chiuso superiormente da una volta a botte, accoglie l'altare maggiore marmoreo a mensa, aggiunto intorno al 1985; sul fondo l'abside a pianta poligonale, coperta dal catino a spicchi, ospita il coro ligneo tardo-settecentesco.
La chiesa conserva alcune opere di pregio, tra cui un capitello quattrocentesco scolpito in forme gotiche e un altare risalente all'incirca al 1700, con ancona e tabernacolo tardo-settecentesco.